# Rock Soldiers
Rock Soldiers ist der Titel eines von Ace Frehley und Chip Taylor geschriebenen Liedes, das 1987 auf dem Debütalbum der Band Frehley’s Comet veröffentlicht wurde. Gleichzeitig war der Song die erste aus dem Album ausgekoppelte Single. Der Titel greift eine Unfallfahrt Frehley’s auf, die am 21. Mai 1983 stattgefunden hatte.

## Hintergrund
Einige Zeit, nachdem Frehley Kiss verlassen hatte, traf er sich mit einem Freund in Manhattan (New York City), um ihm seinen kurz zuvor erworbenen DeLorean vorzuführen. Beide begaben sich nach ihrem Zusammentreffen in eine Bar und tranken. Obwohl sie später alkoholisiert waren (Frehley gab an, er sei zu betrunken gewesen, um überhaupt noch zu fahren), setzte sich Frehley hinter das Steuer des Wagens und fuhr los in Richtung Westchester (New York). Sie fielen der Polizei auf, konnten jedoch entkommen, und tranken bei Frehley’s Bekanntem weiter, was sie auch am nächsten Morgen wieder taten.
Hierzu suchten sie eine Bar in White Plains auf, die einem Cousin von Frehley’s Freund gehörte. Als sie die Bar verließen, fuhr Frehley erneut, stieß gegen zwei Fahrzeuge auf dem Parkplatz der Bar und touchierte ein weiteres, als er vom Parkplatz auf die Straße fuhr. Der letzte Zusammenstoß wurde von einem vorbeifahrenden Polizisten beobachtet, der anhielt, um den Unfall aufzunehmen. Als er Frehley nach seinen Papieren fragte, gab dieser an, dass er sie im Auto habe. Am Fahrzeug forderte er seinen Bekannten zum Aussteigen auf, setzte sich in den Wagen, und flüchtete.
Auf der beinahe eine Stunde andauernden Flucht missachtete Frehley zahlreiche Rot zeigende Ampeln, stieß mit mehreren anderen Fahrzeugen zusammen und befuhr den Bronx River Parkway als Geisterfahrer. Nachdem er den Eindruck hatte, die Polizei abgeschüttelt zu haben, hielt er bei einem Deli an, um einen Freund zu bitten, ihn abzuholen. Sein Plan war es, das Auto als gestohlen zu melden, um einer Bestrafung zu entgehen. Als er das Geschäft wieder verließ, wurde er von inzwischen eingetroffenen Polizisten festgenommen und später gegen eine Kaution von 500 US-Dollar auf freien Fuß gesetzt.

## Aufnahme und Veröffentlichung
Rock Soldiers wurde bei den Arbeiten zum Album in den „Right Track Studios“ und den „Sound Ideas Studios“ in New York City sowie in den „Master Sound Studios“ (Astoria, NY) und „Bear Tracks“ (Suffern, NY) aufgenommen.
Die Single erschien bei Megaforce Records; eine Promosingle in LP-Größe enthielt den Titel in identischer Version auf der A- und B-Seite, allerdings war das Lied darauf 45 Sekunden länger als auf dem Album.

## Musikvideo
Der Videoclip zum Song entstand in Kanada, wobei fünfzig Fans beteiligt wurden, die ihren großen Auftritt während des Gitarrensolos hatten. Produzent des Videos war Allan Weinrib, dessen Bruder, Geddy Lee, Bassist der Band Rush ist.